# Brevicyttara cyclospila
Brevicyttara cyclospila är en fjärilsart som beskrevs av Turner 1945. Brevicyttara cyclospila ingår i släktet Brevicyttara och familjen träfjärilar. Inga underarter finns listade i Catalogue of Life.